# Lorenzo Rustici
Lorenzo Rustici (auch als Lorenzo Brazzi erwähnt, Il Rustico genannt, * 1521 in Siena; † 1572 ebenda) war ein italienischer Maler und Stuckateur, der hauptsächlich in Siena aktiv war.

## Leben
Sein Vater war Cristoforo di Lorenzo Brazzi († 16. November 1545 in Siena); er zog als Architekt von Piacenza nach Siena. Lorenzo Rustici war der Vater von Cristoforo Rustici, Vincenzo Rustici, und Schwiegervater von Alessandro Casolani, der seine Tochter Aurelia Rustici ehelichte. Aus dieser Ehe entstammen seine Neffen, Cristoforo Casolani und Ilario Casolani. Seine Ausbildung erhielt er wahrscheinlich bei Giovanni Antonio Bazzi (Sodoma genannt). Seine erste Romreise ist 1558 dokumentiert, dann hielt er sich dort von 1560 bis 1562 auf, um in der Accademia di San Luca zu arbeiten.
Am 10. Oktober 1570 wurde er als Kollege von Bartolomeo Neroni (Il Riccio) in einer Urkunde erwähnt. Er starb um den 10. Juni 1572 in Siena und wurde in der Basilica di San Domenico unter dem Altar von San Pietro Martire beigesetzt.

## Werke (Auswahl)
- Pienza, Museo diocesano:
  - San Giovanni Battista, Cristo in pietà und Battesimo del Cristo (Sargköpfe, um 1570 entstanden, befinden sich im Saal 7,  zugeschriebenes Werk)[2]
  - Madonna col Bambino (stammt aus Chiesa di Sant’Ansano a Dofàna in Castelnuovo Berardenga)
- Siena, Chiesa di San Pietro alla Magione: Madonna e il Bambino (Fresko)
- Siena, Basilica di San Clemente in Santa Maria dei Servi: Angeli
- Siena, Loggia della Mercanzia: Fresken und Stuckarbeiten (1554 entstanden)
- Siena, Oratorio della Compagnia della Santissima Trinità: Fresken und Stuckarbeiten im ersten Gewölbe
- Siena, Palazzo Salimbeni, Sammlung der Monte dei Paschi di Siena:
  - Cristo in Pietà e due Angeli (Fresko, Salone della Rocca, 310 × 284 cm, Inv. 381682)[3]
  - Ecce homo (stammt aus der Collezione Chigi Saracini, Inv. 273)